# Мадисон (Канзас)
Ма́дисон (англ. Madison) — американский населенный пункт в округе Гринвуд, Канзас. По данным переписи 2010 года население составляло 701 человек. Код FIPS 20-44050, GNIS ID 0477828, ZIP-код 66855, 66860.

## Население
По данным переписи 2010 года население составляло 701 человек, в городе проживало 190 семей, находилось 313 домашних хозяйств и 401 строение с плотностью застройки 253,8 строения на км². Плотность населения 443,7 человека на км². Расовый состав населения: белые - 95,10%, афроамериканцы - 0,10%, коренные американцы (индейцы) - 1,70%, азиаты - 0,10%, представители других рас - 0,6%, представители двух или более рас - 2,3%. Испаноязычные составляли 2,9% населения. 
В 2000 году средний доход на домашнее хозяйство составлял $30 536 USD, средний доход на семью $40 125 USD. Мужчины имели средний доход $25 625 USD, женщины $18 333 USD. Средний доход на душу населения составлял $15 558 USD. Около 9,1% семей и 13,1% населения находятся за чертой бедности, включая 17,8% молодежи (до 18 лет) и 9,6% престарелых (старше 65 лет).